# Lý Tự Tiên
Lý Tự Tiên (李嗣先, ?-687) là thủ lĩnh cuộc khởi nghĩa tại An Nam chống lại sự đô hộ của nhà Đường năm 687.

## Tiểu sử
Lý Tự Tiên là người ở Giao Châu, bị Nhà Đường đô hộ từ năm 618 đến năm 905. Năm 679, nhà Đường lập ra An Nam đô hộ phủ, sử phương Bắc bắt đầu gọi Việt Nam là An Nam kể từ đó.
Tháng 7 năm 687 thời Bắc thuộc lần III, Lý Tự Tiên ở Giao Châu nổi dậy chống Đường, do quan đô hộ là Lưu Diên Hựu bắt nộp thuế cả mà không theo lệ cũ là chỉ nộp một nửa. Nhưng, cơ mưu bị bại lộ, Lý Tự Tiên bị Lưu Diên Hựu giết chết.
Sau đó tiếp nối sự nghiệp của Lý Tự Tiên, một vị hào trưởng cũng là một thuộc tướng của Lý Tự Tiên là Đinh Kiến lãnh đạo nhân dân vùng dậy tiếp tục chống Lưu Diên Hựu và sau đó giết được Diên Hựu.
Hiện vẫn còn chưa rõ quê quán cũng như năm sinh của Lý Tự Tiên.